# Feliniopsis opposita
Feliniopsis opposita là một loài bướm đêm trong họ Noctuidae.